# 司馬騰
司馬騰（3世紀—307年），字元邁，河內溫縣人。西晉宗室，高密王司馬泰次子，祖父為晉宣帝司馬懿四弟司馬馗，亦是東海王司馬越之弟。曾迎晉惠帝回洛，獲封新蔡王。被李豐所殺，諡武哀。

## 生平
司馬騰起初任冗從僕射，封為東瀛公，後歷任南陽郡和魏郡太守，任內都十分稱職。後司馬騰被徵召為宗正，又遷太常，後改任寧北將軍，持節都督并州諸軍事，並任并州刺史。因为他被过继给某位叔父，他的弟弟司马略越过他继承了高密王的爵位。
永安元年（304年），東海王司馬越率晉惠帝起兵討伐鄴城的成都王司馬穎失敗，晉惠帝更被俘獲。但與此同時，司馬騰和安北將軍王浚合謀殺死司馬穎所任命的幽州刺史和演，後二人更與鮮卑段務勿塵和烏桓羯朱兩個胡族勢力聯手討伐司馬穎，司馬穎則派王斌和石超抵抗。王浚和司馬騰軍先後擊王斌和石超，並且逼近鄴城，令鄴城民眾大驚，司馬穎只好帶著晉惠帝倉皇回洛陽，司馬騰後獲升任安北將軍。同時，司馬騰在拓跋猗㐌的支持下，於305年擊敗匈奴的劉淵。
光熙元年（306年）司馬越等大軍擊敗司馬顒後，迎接被司馬顒劫持到長安的晉惠帝回洛。九月司馬騰獲進封東燕王。永嘉元年（307年）改封新蔡王，升任車騎將軍、都督鄴城守諸軍事，鎮鄴城。同時司馬穎舊將公師藩和汲桑在北方以為司馬穎歸葬為名叛亂，並與張泓舊將李豐一同攻向鄴城。當時鄴城府庫資金匱乏，但司馬騰仍然過著十分富裕的生活，而且因性格吝嗇，對久居戰亂的士民不施恩惠。到當時兵臨城下才賜布帛和米糧給將士，得不到士民的信任，最終不能抵抗，司馬騰唯有輕騎逃走，在路上被李豐殺害。三個月後苟晞才來到解救鄴城，驅走汲桑等。司馬騰的屍身在這三個月期間因炎熱的夏天腐爛至不能辨認，諡武哀。

## 子女
- 司馬虞，有勇力，司馬騰死後逼死李豐，後被李豐餘黨所殺。
- 司馬矯，與司馬虞和司馬紹一同被殺。
- 司馬紹，與司馬虞和司馬矯一同被殺。
- 司馬確，庶子，繼嗣，東中郎將，都督豫州諸軍事，鎮守許昌。永嘉末年被石勒所殺。

## 評價
- 《晉書》：「新蔡、南陽，俱蒞方嶽。值王室多難，中原蕪梗，表義甄節，效績艱危。于時丑類實繁，凶威日逞，勢懸眾釁，相繼淪亡，悲夫！」「新蔡遇禍，忠全元喪。」

## 延伸阅读
[在维基数据编辑]
 《晉書·卷037》，出自房玄齡《晉書》

| 新頭銜 | 晉朝東燕王 306年—307年 | 徙新蔡王        |
| 新頭銜 | 晉朝新蔡王 307年       | 繼任： 子司馬確 |